# Iconología de la imagen
La iconología de la imagen es una disciplina cuyo origen proviene de la historiografía del arte. Está basada en la técnica de Erwin Panofsky, un historiador del arte y ensayista alemán, que desarrolló sus teorías en su libro Estudios sobre iconología.

## La teoría
Erwin Panofsky y su maestro, Aby Warburg, hicieron un estudio exhaustivo sobre cómo percibimos las imágenes. Según Panofsky, en primer lugar observamos formas y luego los detalles que componen una estructura, como los colores, las líneas y los volúmenes, que constituyen nuestro mundo visual. Así identificamos objetos, detalles, formas puras, configuraciones de línea y color. Asimismo, asegura que la primera percepción es puramente formal, y el significado que genera depende de nuestras experiencias. En otras palabras: identificamos lo visible y lo relacionamos con ciertos elementos en función de esas experiencias.

Es decir, las obras se analizan en tres fases: la lectura, la interpretación y la penetración.

En la lectura, también llamada nivel preiconográfico, se describe todo lo que se ve. A continuación, en la interpretación o nivel iconográfico, se explica el significado de la historia que se está contando. Para terminar, en la penetración o nivel iconológico, se habla del impacto del contenido de la obra. A esta tercera fase corresponde la iconología de la imagen.

## La iconología en la imagen
Esta disciplina es útil en muchos aspectos:
Aplicado a personas, la iconología de la imagen es una técnica que nos permite analizar las percepciones emocionales si se tiene en cuenta una representación gráfica de líneas, formas y volúmenes que se aplican a las características físicas, al movimiento y al sonido de las personas. Estas líneas se pueden representar con figuras y dibujos y se perciben principalmente con el sentido de la vista y a través del movimiento de los cuerpos.

### El significado iconológico de las líneas

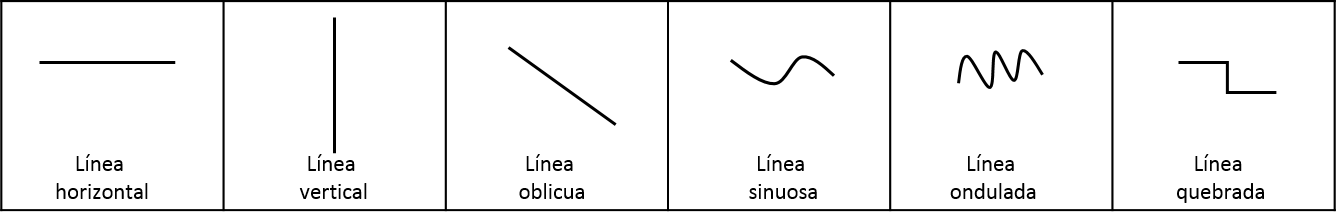
Hay seis tipos de líneas

Las líneas se encuentran en prácticamente cualquier objeto. Es fácil detectar una línea vertical en una camisa, una línea horizontal en un mueble o una línea sinuosa o quebrada en una tipografía. Si bien todas son líneas, las percibimos de manera diferente y generan una sensación distinta en nuestro cerebro.
| Línea                       | Significado |
| --------------------------- | --- |
| Línea horizontal            | Debido a la continuidad de los puntos de apoyo, transmite estabilidad, seguridad, serenidad, rigidez y eficacia. |
| Línea vertical              | Por la falta de una base más ancha, transmite fragilidad, liviandad y elegancia.                                 |
| Línea oblicua               | Parece inestable y es dinámica, por ello transmite movilidad, versatilidad y jovialidad.                         |
| Línea sinuosa               | Por su flexibilidad y adaptabilidad transmite comicidad, cercanía y dulzura.                                     |
| Línea ondulada o redondeada | Inestabilidad y dinamismo que transmiten accesibilidad y exceso.                                                 |
| Línea quebrada              | Al ser demasiado angulosa transmite dureza, agresividad, inestabilidad y contundencia.                           |

### El significado iconológico de la direccionalidad de las líneas
Además del significado iconológico de las líneas se le puede sumar la direccionalidad, cuyas cualidades se añaden a las primeras. Es decir, que puede darse el caso de una línea vertical ascendente, por ejemplo. Por un lado estarían la falta de estabilidad, fragilidad, liviandad y elegancia (significados que aporta la línea), y por el otro se añadirían las cualidades de la direccionalidad ascendente.
| Direccionalidad de la línea    | Significado                             |
| ------------------------------ | --------------------------------------- |
| Línea en dirección descendente | Aporta tristeza, pasividad y languidez. |
| Línea en dirección ascendente  | Transmite energía y dinamismo.          |

### El significado iconológico de los volúmenes
El volumen no solo tiene que ver con el tamaño de un objeto en sí, sino del espacio que ocupa dicho objeto en relación con el lugar donde se encuentra. En otras palabras, no ocupa el mismo volumen un balón de tres centímetros en una caja de cinco centímetros de ancho que en una caja de diez centímetros de ancho. En la segunda caja, que es más grande, el balón también tiene un volumen menor que en la primera. Por tanto, el volumen siempre depende de su entorno.

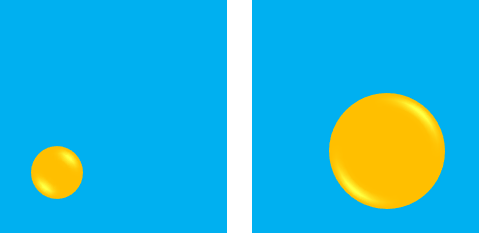
Proporción de un objeto

| Volumen         | Significado                                                                        |
| --------------- | ---------------------------------------------------------------------------------- |
| Volumen grande  | Transmite poder, autoridad, contundencia y, si es muy grande, también agresividad. |
| Volumen pequeño | Transmite ternura, accesibilidad y cercanía.                                       |

### Otros significados iconológicos
A las líneas, direccionalidades y volúmenes se les pueden añadir otros elementos que afectarían a su significado y, en algunos casos, lo modificarían. Un ejemplo puede ser el color, pues según el matiz que se añada a una línea o un volumen interfiere en mayor o menor grado. Para obtener más información acerca del significado de los colores véase la página Teoría del color.